# 후드 (영화)
《후드》(영어: Robin Hood)는 2018년 공개된 미국의 액션 모험 영화이다. 로빈 후드를 영화화한 것이다.

## 출연
- 태런 에저턴 - 록슬리의 로빈 / 후드 역
- 제이미 폭스 - 야히야 / 존 역
- 벤 멘덜슨 - 노팅엄 주 장관 역
- 이브 휴슨 - 메리언 역
- 팀 민친 - 프라이어 터크 역
- 제이미 도넌 - 윌 "스칼릿" 틸먼 역
- 폴 앤더슨 - 기스본의 사나이 역
- F. 머리 에이브러햄 - 추기경 역